# Orquesta Sinfónica Infantil de México
La Orquesta Sinfónica Infantil de México (OSIM) es una agrupación musical que reúne a niños, niñas y jóvenes de las 32 entidades federativas de su país. Forma parte del Sistema Nacional de Fomento Musical del Conaculta.
Fundada en 2001 por el músico y pedagogo Sergio Ramírez Cárdenas, está compuesta por 110 músicos menores de 17 años provenientes de toda la República Mexicana, teniendo mayor presencia las y los de Baja California, el Estado de México, el Distrito Federal, Veracruz y Chihuahua. De sus filas han egresado músicos que posteriormente actúan en otros ensambles orquestales, entre ellos, la Orquesta Escuela Carlos Chávez.
Para su décimo aniversario ya habían pasado por sus filas 763 músicos. Para mediados de 2014, la OSIM realizó 25 giras (22 nacionales y 3 internacionales en Estados Unidos y España) sumando 181 conciertos.
En 2015, junto al Coro Infantil de la República, realizaron el estreno internacional de los arreglos de Arturo Márquez a las canciones populares mexicanas Hanal Weech, El feo, Tirineni Tsitsi y la Canción mixteca.
En 2016, para celebrar sus XV años, la orquesta contó con la destacada colaboración de 3 de sus exintegrantes: Jacob Tapia Nieto (director) y Emmanuel Padilla (arpista), ambos interpretaron la "Pasión según san Juan de Letrán".
Así mismo, Addi Copus compuso una pieza especialmente para la ocasión y dedicada a la OSIM, denominada “Aires de danza y son”, ya que, el joven compositor potosino, fue miembro de la agrupación de 2008 a 2012 y actualmente forma parte de la Orquesta Escuela Carlos Chávez.

## Integración
Cada año se realiza una convocatoria nacional para la integración de la OSIM, para dar paso a un campamento de estudio donde quienes fueron seleccionados y seleccionadas mejoran su técnica e interpretación y ensayan el repertorio que la orquesta presenta en sus giras nacionales.